# Fecaloma (banda)
Fecaloma é uma banda formada em 1989 na cidade de São Paulo, que toca um punk rock com temas voltados à ideia de que o adolescente é a base para um mundo pacífico e igualitário.

## História da Banda
"Minha bandeira é minha roupa".
O grupo de punk rock Fecaloma surgiu nos estertores dos anos 80, mais precisamente no ano de 1989.
Formado por Jean (violão capenga), Moicano (panelaria) e Neno (baixo), moleques que mal entravam na adolescência e como toda a sua geração viviam sob o insustentável equilíbrio de armas nucleares da chamada Guerra Fria.
Na época, o trio ensaiava com instrumentos precários: um violão com três cordas; um baixo Tonante e uma bateria industrial feita com panelas, latas e um galão de gasolina.
Desastrados, como uma autêntica banda punk, o integrantes do Fecaloma, quando não estavam no lugar certo, estavam na hora certa; ou, dito de outro modo e o que dá no mesmo, quando estavam no lugar certo, estavam na hora errada. Embora o mais frequente era não estarem nem na hora certa nem no lugar certo. Portanto, a banda já nasceu errada.
Diante de tantos reveses, restava-lhe ao grupo a tarefa hercúlea de mudar mundo! Como não tinham nada para fazer, passam a meditar como isso seria possível.
Nesse meio tempo, a conjuntura histórica passava por muitas mudanças. No cenário nacional, a crise econômica da década perdida e a promulgação da Constituição de 1988. No cenário internacional, as transformações seriam ainda mais radicais. Jamais alguém poderia imaginar o que se passava por atrás da "cortina de ferro" e, quando o muro de Berlim caiu e logo em seguida o "socialismo real" entrou em colapso, a opinião pública anunciou o fim das utopias.
Nos anos de 1993, a banda muda de formação, com a entrada de Sérgio (baixo) e Fábio (bateria), e desta vez o grupo passa a tocar com guitarra, baixo e bateria de verdade.
Mas, perante a apatia de uma juventude órfã de uma esperança, jogada ao relento, e esperando os dias passarem sem nada para fazer, na fila do desemprego ou seduzida pelo crime, o Fecaloma se insurge contra este estado de coisas e lança o lema transgredir por transgredir.
Se o socialismo autoritário e científico derrotou os anarquistas, que apesar das flores fracassaram, e tripudiou os "utópicos" com sua vitória de Pirro; por sua vez, a história, calção de suas justificações, agora derrotava sua pretensão de demiurgo da verdade. Ironias à parte, a utopia era a única aspiração capaz de mudar o mundo.
Não há uma receita para transformar o estado de coisas, somente o sonho é poder.
Então, o Fecaloma lança seu primeiro CD "Transgredir por transgredir", em 1998.
Atrás da aparente redundância do lema transgredir por transgredir, ocultava um conteúdo de rebelião, uma rebelião adolescente. A tautologia da pura forma re-significava o nada em negação de todos valores, tanto do Ocidente como do Oriente.
A banda lançava a tese de que só os âmago adolescente podia mudar completamente o mundo, pois é imune ao pessimismo do espírito adulto e de sua ignorância sensata.
Não bastava mudar a economia, a política, a cultura. Seria necessário virar tudo do avesso, porque a ordem não é senão a expressão da verdadeira desordem e a suposta desordem, a verdadeira humanidade.
Contra o conformismo do espírito adulto, a indignação e inconformismos, a transgressão sem motivo: transgredir por transgredir.
O âmago adolescente não é uma questão de idade nem tampouco uma fase inventada pelo mercado, mas a eterna alma dos rebeldes.
Nos anos 2000, a ameaça atômica não assombrava mais as noites de insônia. Todavia, novos pesadelos surgiram com o colapso ambiental e exclusão social.
O Fecaloma lança seu segundo álbum, "Rebelião adolescente", em 2001.
A bandeira negra voltava a tremular com força, como única alternativa de mudanças reais.
Uma nova formação passa a integrar o Fecaloma: Jean (o Fecaloma histórico ou pré-…), Sheilla (baixo), Gabriel e Maycoln.
O Fecaloma lança seu terceiro CD, "Ocupar e resistir", em 2005.
Porém, a banda encerra suas atividades no ano de 2008.
Depois de quase dez anos parado, em 2017, o Fecaloma volta a se apresentar em vários clubes do circuito do rock alternativo da cidade de São Paulo. Atualmente, a banda conta com Jean (vocal), Gabriel (baixo), GZ (guitarra) e Demetrius (bateria).
No dia 15 de fevereiro de 2019, Jean concede uma entrevista ao blog Verso, Prosa & Rock'n'Roll, "Fecaloma: 30 anos de punk rock - entrevista", em que conta alguns episódios da história do movimento punk envolvendo a primeira metade da década dos anos 1990.
Todas as músicas do Fecaloma estão disponíveis na internet. O canal no You Tube do João Monti contém vídeos exclusivos. 

### Transgredir por Transgredir[4]
Palavras de desordem: A política mundial tenta de todas as maneiras manter a ordem. Até o crime é permitido, desde que esteja organizado. A luta das minorias pela igualdade e os argumentos politicamente corretos nada mais são que uma tentativa (implícita) de ordenar o caos e forjar uma falsa ideia de justiça social, sexual e racial (todos são iguais, todos podem vencer). A manutenção desta ordem é o meio utilizado pelo poder para patrulhar, identificar, vigiar, controlar os ânimos e enganar a escória (nós). Deste modo, esta não perturbaria o bem-estar do livre comércio. Neste sentido, está autorizado o aparecimento de empresários marginais  que, através de uma publicidade hipócrita, crítica e ultrajante, insultam seus concorrentes e lançam seus produtos "específicos" no mercado para consumidores cada vez mais "específicos". Vende-se tudo: etnias, posturas, crenças, ideologias e rebeldia. Mas tudo não passa de um truque, nada é feito para durar, tudo é transitório. Na verdade, isso faz parte do esquema arranjado pelo sistema e todo o potencial revolucionário é absorvido e anulado. Mas nós não queremos fazer parte da ordem, queremos destruí-la. Queremos tumultuar, badernar, causar desordem, transgredir por transgredir.

### Rebelião Adolescente[5]
Não fiz dezoito anos, não sou maior de idade, não fiz vinte e um anos, não alcancei a maioridade civil, deixem-me envelhecer dignamente. O que esperam de mim, que arrume um emprego, que passe dez horas numa firma, saia para almoçar num restaurante self-service com um bando de chatos, entre numa faculdade, repita como um papagaio estúpido palavras do tipo mercado de trabalho, campo profissional, capacitação, vista roupas sociais, beba cerveja com os amigos, compre um carro, um celular, tenha no bolso mil cartões de créditos, de banco, seguro de vida? Não mesmo! Não vou me corromper. Querem que eu faça parte da Ordem, que renuncie todas as minhas aspirações, esperanças, sonhos e utopias. Nunca! não vou me render, desistir dos planos de rebelião da minha adolescência. (...) A minha adolescência é eterna, e é a essência da minha revolta e crença na liberdade, a minha recusa ao mundo adulto. Conclamo a todos os adolescentes, à rebelião! À rebelião!

### Ocupar e Resistir[6]
Este CD é uma homenagem aos movimentos que têm como lema "Ocupar e Resistir". É fruto da experiência do vocalista da banda Fecaloma com movimentos de sem-teto. O Fecaloma acredita que, embora o anarquismo não seja associado ao punk, o punk quase sempre é associado à anarquia, basta ver os muros de nossas metrópoles. Por isso, é mais que uma obrigação dos punks levantarem a bandeira negra e caminharem lado a lado com os movimentos sociais.
Fecaloma: o que é e quem somos? Somos proscritos, foras da lei, rebeldes, refratários, anarquistas. Para nós não há futuro. Porém, a utopia não está num horizonte distante, à nossa frente, mas num passado, na nossa história. Assim sendo, temos a obrigação de mudar o mundo para as futuras gerações sem futuro. São estas nossas palavras de desordem: somos contra!

## Discografia

### Estudio
- Transgredir por Transgredir (1993)
- Rebelião Adolescente (2001)
- Ocupar e Resistir (2007)

### Coletâneas
- SP Punk vol.2 (1997)*
- Distorção e resistência (2001)**

* com as músicas Serta-Punk e Primeiro da classe
** com as músicas O Punk não morreu e Luisa